# Yamaha XT 600
La XT 600 est un trail, apparu au catalogue du constructeur japonais Yamaha à la fin de l'année 1982.

## Historique

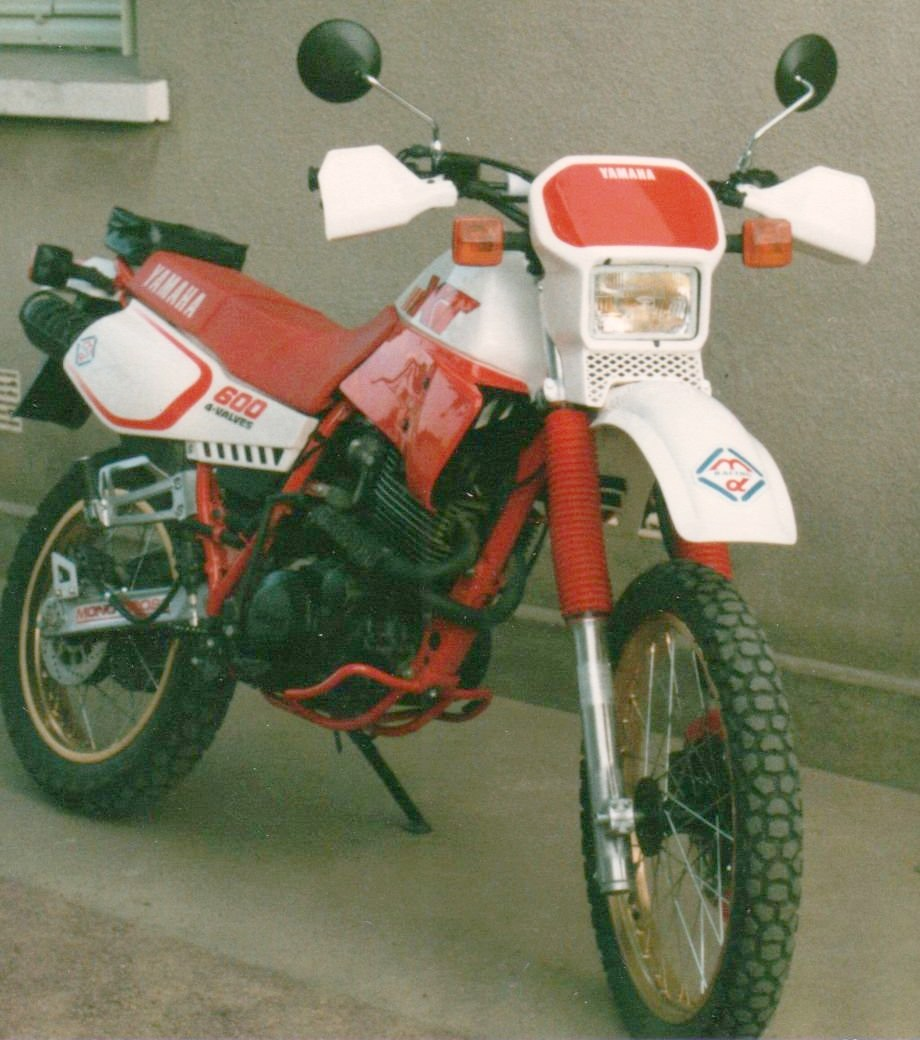
XT 600 (démarrage au kick).

Elle est tout d'abord déclinée sous le nom de « Yamaha XT 600 Ténéré », et fortement inspirée par les machines engagées par Yamaha au Paris-Dakar pour l'édition de 1983. Elle remplace la mythique XT 500 dont elle ne reprend presque aucun élément, à part sa philosophie. Cette version Ténéré est reconnaissable à son réservoir de carburant de trente litres de contenance, et à la présence d'un radiateur d'huile.
Un second modèle dénommé « XT 600 » (tout court) rejoint la version initiale à la fin de l'année 1983. Il se démarque du modèle Ténéré par un réservoir de capacité inférieure, par l'abandon du radiateur d'huile, et par une hauteur de selle légèrement réduite.
Toutes versions confondues, la Yamaha XT 600 poursuit sa carrière pendant près de vingt ans. Les normes antipollution l'obligent à prendre sa retraite en 2003.
D'une conception simple, le moteur monocylindre à quatre temps de 595 cm3, refroidi par air, délivre 43 ch (31,6 kW) à 6 500 tr/min et offre un couple de presque 49 N m à 5 500 tr/min. Côté partie-cycle, on retrouve un cadre simple berceau, une fourche télescopique, et un bras oscillant muni d'un monoamortisseur qui constitue un net progrès par rapport à la suspension traditionnelle de la XT 500. Le frein avant est à disque, et le frein arrière, à tambour sur les premiers modèles, sera remplacé par un modèle à disque.
La principale évolution est l'adoption d'un démarreur électrique en 1986 sur le moteur 1VJ (modèle XT 600 E). Le faible poids (165 kg) et l'angle de chasse réduit contribuent à sa maniabilité. En effet, de nombreuses moto-écoles l'utilisaient au début des années 1990. De plus, son prix d'achat contenu et son entretien réduit en font une machine très économique. Seule la hauteur de selle importante peut décourager les débutants.

## Modèles XT 600 «tout court»

### XT 600 43F
Produite de 1984 à 1986.
- 44 ch
- réservoir de 11,5 L
- hauteur de selle 860 mm
- poids à sec 137 kg
- frein arrière à tambour
- bras oscillant en aluminium

### XT 600 2KF
Produite de 1987 à 1989.
- 45 ch
- réservoir de 13 L
- hauteur de selle 885 mm
- poids à sec 140 kg
- frein arrière à disque
- bras oscillant en acier

### XT 600 3TB
Produite de 1990 à 1995.
- réservoir d'huile dans le cadre
- étrier de frein avant à 2 pistons.

Il existe deux versions de la 3TB selon qu'elle dispose d'un kick ou d'un démarreur électrique.

### XT 600 3TB-DJ02
Produite de 1996 à 1999.

### XT 600 4PT-DJ02
Produite de 2000 à 2003.

## Modèles XT 600 Z dits «Ténéré»

### 34L/55W
Produite de 1983 à 1985.

La 55W de 1985 dispose d'une protection du disque de frein et d'une selle plus longue d'une seule couleur.

### 1VJ
Produite de 1986 à 1987.

Nouvelle plaque phare et nouveau feu arrière, nouveau réservoir, démarreur électrique.

### 3AJ
Produite de 1988 à 1991.

La 3AJ ne dispose plus du kick.

## XT 660

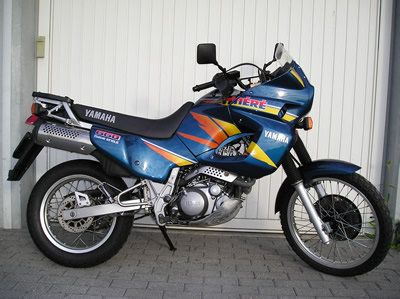
Ténéré XTZ 660 cm3.

De 1991 à 1994, une version 660 cm3, appelée « XTZ Ténéré », est commercialisée en parallèle, offrant un léger supplément de puissance. Le moteur est refroidi par eau et adopte une culasse à cinq soupapes. Le réservoir a une capacité de 22 L.
En 2003, le « gromono » Yamaha est remanié pour passer les nouvelles normes antipollution. La XT 660 apparaît en deux versions : R et X. Toutes les deux proposent un moteur monocylindre à quatre temps de 659 cm3 à refroidissement liquide, alimenté par injection, quatre soupapes, dérivé de celui équipant la XTZ, et qui développe 48 ch (35 kW) à 6 000 tr/min. Le cadre est un simple berceau, les freins sont à disques. La version X se démarque avec une esthétique supermotard. On trouve une roue de 17 pouces à l'avant, contre 21 pour la R. Les pneus sont plus larges, le disque avant passe à 320 mm et est pincé par un étrier Brembo. De plus, l'esthétique est légèrement modifiée.

## Utilisateurs militaires
- Espagne
- France